# Sara Jacobs
Sara Josephine Jacobs (Del Mar, Kalifornia, 1989. február 1. – ) amerikai demokrata politikus, 2021 óta Kalifornia állam 53. választókerületének képviselője az Egyesült Államok képviselőházában.

## Életpályája
Jacobs San Diegóban született és nevelkedett. Gimnáziumba a Torrey Pines High Schoolba járt, alapfokozatú diplomáját pedig a Columbia Egyetemen szerezte politikatudomány szakon 2011-ben. Mesterdiplomáját nemzetközi kapcsolatok szakon szerezte a Columbia Egyetemen 2012-ben. 
Diplomái megszerzése után az ENSZ-nél dolgozott 2014-ig az erőszakos szélsőségesség ellen dolgozó részlegben. Később az Obama-kormány külügyminisztériumában dolgozott 2015-ig, itt a konfliktusokkal és stabilizációval foglalkozó hivatalban dolgozott, később pedig Hillary Clinton elnökválasztási kampányának külügytanácsadója volt.
2018-ban alapította a San Diego Minden Gyermek Számára nevű szervezetet, mely a helyi gyermekszegénység ellen harcol, a pandémia alatt többmillió dollárnyi támogatást biztosított a szervezet céljai számára. Ugyanebben az évben sikertelenül indult a Demokrata Párt jelöléséért Kalifornia 49. választókerületében, a pártmentes előválasztáson a szavazatok 15 százalékát szerezte meg. 2020-ban újra indult, ezúttal az 53. körzetben. Miután Jacobs elsőként végzett az előválasztáson, saját párttársa ellen csaknem 60 százalékkal megnyerte a választást. 2022-ben újraválasztották.

## Politikája
Jacobs tagja a törvényhozással, a külüggyel, és a katonasággal foglalkozó kongresszusi bizottságoknak. Tagja mind a baloldalibb Progresszív Kaukusznak, valamint a centristább Új-Demokrata Koalíciónak a kongresszusban. 
Kampánya szerint támogatja a klímaváltozást megállító lépéseket, a fegyverek nagyobbmértékű szabályozását, a megfizethető lakhatás bővítését, a reproduktív jogok védelmét és a garantált egészségügyet.